# الجبهة الداخلية أثناء الحرب العالمية الأولى
تغطي الجبهة الداخلية أثناء الحرب العالمية الأولى التاريخ المحلي والاقتصادي والاجتماعي والسياسي للبلدان المشاركة في الصراع. وتغطي أيضًا عملية حشد القوات المسلحة والإمدادات الحربية، لكنها لا تشمل التاريخ العسكري.
لقي نحو 10 ملايين مقاتل وسبعة ملايين مدني مصرعهم خلال الحرب بِرُمَّتِها، ومن بينهم العديد ممن أضعفتهم سنوات من سوء التغذية وسقطوا ضحية جائحة الإنفلونزا الإسبانية في جميع أنحاء العالم، التي تفشَّت في أواخر عام 1918، تماماً عندما بدأت الحرب بالانتهاء.
امتلك الحلفاء ثروات كامنة أكثر لينفقوها على الحرب. تشير إحدى التقديرات (التي أحصت أوراق الدولار طبعة 1913)، إلى أن الحلفاء قد أنفقوا 147 مليار دولار على الحرب وأنفقت دول المركز 61 مليار دولار فقط. من بين الحلفاء، أنفقت بريطانيا وإمبراطوريتها 47 مليار دولار وأنفقت الولايات المتحدة 27 مليار دولار أمريكي. من بين دول المركز، أنفقت ألمانيا 45 مليار دولار.
تطلبت الحرب الشاملة الحشد الكامل لجميع موارد الدول لأجل هدف مشترك. إذ توجّب دفع القوى العاملة إلى الخطوط الأمامية (امتلكت جميع القوى العظمى باستثناء الولايات المتحدة وبريطانيا احتياطيات ضخمة مدربة ومصممة خصيصًا لتلك المهمة). وراء خطوط المواجهة، توجّب إعادة توجيه قوة العمل بعيداً عن الأنشطة الأقل أهمية والتي اعتُبرت رفاهية أثناء الحرب الشاملة. على وجه الخصوص، كان لا بد من تأسيس واسع لصناعة الذخيرة لتأمين القذائف والبنادق والسفن الحربية والزي الرسمي الموحد والطائرات، ومئات الأسلحة الأخرى، القديمة منها والجديدة. كان لا بد من حشد عملية الزراعة كذلك، لتوفير الغذاء للمدنيين وللجنود الذين (عمل الكثير منهم كمزارعين سابقًا فبرزت الحاجة لاستبدالهم بكبار السن والفتيان والنساء) وللخيول لنقل الإمدادات. شكَّلت وسائل النقل بشكل عام تحديًا، خاصة عندما حاولت كل من بريطانيا وألمانيا اعتراض السفن التجارية المتوجهة إلى العدو. شكَّلت الموارد المالية تحديًا خاصًا أيضًا. موَّلت ألمانيا دول المركز، وموَّلت بريطانيا الحلفاء حتى نفدت أموالها عام 1916، واضطرَّت حينها إلى الاقتراض من الولايات المتحدة.
تولت الولايات المتحدة مهمة تمويل الحلفاء عام 1917 عبر قروض أصرت على سدادها بعد الحرب. تطلع الحلفاء المنتصرون إلى ألمانيا المهزومة في عام 1919 لدفع «تعويضات» من شأنها أن تغطي بعض تكاليفهم. قبل البدء بأي أمر، كان من الضروري إجراء حشد بطريقة تحافظ على ثقة الشعب على المدى القصير، وتضمن تأييد سلطة المؤسسة السياسية على المدى الطويل، والحفاظ على الصحة الاقتصادية للأمة على المدى الطويل. لمزيد من التفاصيل حول الاقتصاد، راجع التاريخ الاقتصادي للحرب العالمية الأولى.
كان للحرب العالمية الأولى تأثير عميق على حق المرأة في الاقتراع على مستوى الدول المشاركة في الحرب. إذ لعبت النساء دورًا رئيسيًا على الجبهات الداخلية، وقد اعترفت العديد من الدول بتضحياتها عبر منحها حق التصويت أثناء الحرب أو بعدها بفترة قصيرة، بما في ذلك الولايات المتحدة وبريطانيا وكندا (باستثناء كيبيك) والدنمارك والنمسا وهولندا وألمانيا وروسيا والسويد وأيرلندا. كادت فرنسا أن تتبع نهج الدول الأخرى لكنها تراجعت في اللحظات الأخيرة.

## التكاليف المالية
بلغت التكلفة الإجمالية المباشرة للحرب لجميع المشاركين متضمنةً المشاركين غير المدرجين هنا، نحو 80 مليار دولار (دولار أمريكي طبعة 1913) إذ أن مليار دولار طبعة 1913 = نحو 15 مليار دولارًا أمريكيًا طبعة 2017. تبلغ التكلفة الإجمالية نحو 2 تريليون دولار طبعة 2017. يجري حساب التكلفة المباشرة على أنها نفقات فعلية خلال الحرب مطروحًا منها الإنفاق العادي قبل الحرب وتُستبعد تكاليف ما بعد الحرب مثل المعاشات التقاعدية والفوائد ومستشفيات المحاربين القدامى. لا تُحتسب القروض لصالح/من الحلفاء في «التكلفة المباشرة». لم يجرِ احتساب سداد القروض بعد عام 1918. بلغت التكلفة الإجمالية المباشرة للحرب كنسبة مئوية من الدخل القومي في زمن الحرب كالتالي:
- الحلفاء: بريطانيا 37٪، فرنسا 26٪، إيطاليا 19٪، روسيا 24٪، الولايات المتحدة 16 ٪.

- دول المركز: النمسا - المجر 24 ٪، ألمانيا 32٪، تركيا غير معروف.

تُقدر المبالغ المدرجة أدناه بفئة الدولار الأمريكي طبعة 1913، إذ يعادل كل مليار دولار أمريكي نحو 25 مليار دولار أمريكي طبعة 2017.
- بلغت التكلفة المباشرة للحرب بالنسبة لبريطانيا نحو 21.2 مليار دولار. إذ قدمت قروضًا للحلفاء ودول الدومينيون بقيمة 4.886 مليار دولار، وتلقت قروضًا من الولايات المتحدة بقيمة 2.909 مليار دولار.
- بلغت التكلفة المباشرة للحرب بالنسبة لفرنسا نحو 10.1 مليار دولار. إذ قدمت قروضًا للحلفاء بقيمة 1.104 مليار دولار، وتلقّت قروضًا من الحلفاء (الولايات المتحدة وبريطانيا) بقيمة 2.909 مليار دولار.
- بلغت التكلفة المباشرة للحرب بالنسبة لإيطاليا نحو 4.5 مليار دولار؛ تلقت قروضًا من الحلفاء (الولايات المتحدة وبريطانيا) بقيمة 1.278 مليار دولار.
- بلغت التكلفة المباشرة للحرب بالنسبة للولايات المتحدة نحو 12.3 مليار دولار؛ قدمت قروضا للحلفاء بقيمة 5.041 مليار دولار.
- بلغت التكلفة المباشرة للحرب بالنسبة لروسيا نحو 7.7 مليار دولار. تلقت قروضًا من الحلفاء (الولايات المتحدة وبريطانيا) بقيمة 2.289 مليار دولار.[6]

اتفقت الحكومتان على أن بريطانيا ستدعم ماليًا الحلفاء الأضعف وأن فرنسا ستتولى أمورها بنفسها. في أغسطس 1914، سافر هنري بوميروي دافيسون، أحد شركاء مورغان، إلى لندن وأبرم اتفاقًا مع بنك إنجلترا لجعل شركة جاي. بّي. مورغان وشركاءه الضامن الوحيد لسندات الحرب لبريطانيا العظمى وفرنسا. أصبح بنك إنجلترا وكيلاً مالياً لشركة جاي. بّي. مورغان، والعكس بالعكس. خلال الحرب، أقرض جايز بّي. مورغان نحو 1.5 مليار دولار (نحو 22 مليار دولار بطبعة الدولار الحالية) للحلفاء لمحاربة الألمان. واستثمر مورغان في مُوَرّدي معدات الحرب لبريطانيا وفرنسا، وبالتالي استفاد من تمويل الحكومتين الأوربيتين وعمليات الشراء التي كانتا تقومان بها.
قدمت بريطانيا قروضًا ضخمة لروسيا القيصرية. رفضت حكومة لينين بعد عام 1920 تسديدها، ما تسبب بنزاعات طويلة الأمد.

## فرنسا
رحّب العديد من المثقفين الفرنسيين بالحرب ليثأروا لعار الهزيمة وخسارتهم الأراضي لألمانيا في أعقاب الحرب الفرنسية البروسية عام 1871. من بين الشخصيات البارزة، كان الروائي رومان رولاند الوحيد ممن حافظوا على قيمهم الدولية السلمية وذهب إلى سويسرا. بعد اغتيال الزعيم الاشتراكي وأحد دعاة السلام، جان جوريس، في بداية الحرب، تخلت الحركة الاشتراكية الفرنسية عن مواقفها المناهضة للحرب والتحقت بالمجهود الحربي الوطني. دعا رئيس الوزراء رينيه فيفياني إلى الوحدة - «الاتحاد المقدس» (بالفرنسية:Union sacrée)؛ إذ لم يوجد سوى عدد قليل من المنشقين في فرنسا.
بيد أن الإنهاك من الحرب شكَّل عاملًا رئيسيًا بحلول عام 1917 مؤثرًا حتى على الجيش، إذ كان الجنود يمانعون الهجوم -وهدد الكثير منهم بالتمرد- معتقدين أنه من الأفضل انتظار وصول الملايين من الجنود الأمريكيين. لم يحتجّ الجنود فقط على عبثية هجمات الصفوف الأمامية في وجه المدافع الرشاشة الألمانية ولكن أيضًا على الظروف المتدهورة في الخطوط الأمامية والداخلية، وخاصة الإجازات النادرة والطعام السيئ واستخدام المستعمرين الأفريقيين والآسيويين على الجبهة الداخلية ومخاوف تتعلق بمصلحة زوجاتهم وأطفالهم.
تضرر الاقتصاد من الغزو الألماني للمناطق الصناعية الرئيسية في الشمال الشرقي. في الوقت الذي ضمَّت فيه المنطقة المحتلة عام 1913 نحو 14% من العمال الصناعيين في فرنسا فقط، فقد أنتجت 58 % من الصلب و 40% من الفحم. وصلت إعانات ضخمة مع تدفق المواد الغذائية والمال والمواد الخام الأمريكية في عام 1917. شكَّل وصول أكثر من مليون جندي أمريكي في عام 1918 حِملًا ثقيلًا على الإنفاق على المواد الغذائية ومواد البناء. خُفِّف جزئيًا من النقص في اليد العاملة عبر جهود المتطوعين وتسخير القوى العاملة من المستعمرات.
بلغت أضرار الحرب نحو 113% من الناتج المحلي الإجمالي لعام 1913، وعلى رأسها تدمير رأس المال المُنتِج والمناطق الإسكانية. ارتفع الدين الوطني من 66% من الناتج المحلي الإجمالي في عام 1913 ليصبح 170 % في عام 1919، ما عكس الاستخدام المكثف لإصدارت السندات لدفع تكاليف الحرب. كان التضخم الاقتصادي حادًا، إذ فقد الفرنك أكثر من نصف قيمته أمام الجنيه البريطاني.

أنهت الحرب العالمية عصرًا ذهبيًا للصحافة. إذ جُنِّد الموظفون الأصغر سنًا دون وجود بدلاء ذكور ليشغلوا محلهم (لم تُؤخذ النساء بعين الاعتبار). قُنّن النقل بالسكك الحديدية واستيراد كمية أقل من الورق والحبر، وشحن عدد أقل من النسخ. رفع التضخم الاقتصادي سعر ورق الصحف، التي عانت دائمًا من نقص في الموارد. ارتفع سعر الغلاف وتراجع التداول وأغلقت العديد من الصحف اليومية المنشورة خارج باريس البالغ عددها 242 صحيفة. شكلت الحكومة لجنة الصحافة المشتركة بين الوزارات لتمارس الرقابة على الصحف عن كثب. فرضت وكالة مستقلة رقابة مشددة أدت إلى أماكن عمل شاغرة حيث حُظِرت التقارير الإخبارية أو المقالات الافتتاحية. اقتصرت الصحف اليومية في بعض الأحيان على صفحتين فقط بدلًا من أربع صفحات عادية، ما أدى بالنتيجة إلى ورقة ساخرة واحدة لمحاولة الإبلاغ عن أخبار الحرب بنفس الروح:
«أخبار الحرب. ألقى نصف منطاد زبلين نصف قنابله على مقاتلين بنصف دوام، ما أسفر عن ربع الضرر. وقد دُمِّر نصف منطاد زبلين، الذي هوجم في منتصف طريقه بجزء من مدافع نصف مضادة للطائرات».
أصبح جورج كليمنصو رئيس الوزراء في نوفمبر 1917 أي في فترة الروح الانهزامية والتخاذلية والضغائن. اتّخذت إيطاليا موقفًا دفاعيًا، في حين أعلنت روسيا استسلامها. كان المدنيون غاضبين، إذ تقلصت حصص الإعاشة وتزايد تهديد الغارات الجوية الألمانية. أدرك كليمنصو أن أولويته الأولى كانت استعادة الروح المعنوية للمدنيين. ألقى القبض على جوزيف كايو، رئيس الوزراء الفرنسي السابق، لدعوته علنًا إلى مفاوضات السلام. حصل على دعم جميع الأحزاب للقتال من أجل النصر داعيًا إلى «الحرب حتى النهاية» (بالفرنسية: la guerre jusqu'au bout).

## روسيا
تمزَّقت روسيا القيصرية عام 1914 ولم تكن مستعدة لخوض حرب حديثة. كان القطاع الصناعي صغيرًا، وكانت الموارد المالية مضعفة، والمناطق الريفية كانت بالكاد قادرة على إطعام نفسها. سرعان ما أدَّت الإخفاقات العسكرية المتكررة وعدم الكفاءة البيروقراطية إلى انقلاب شرائح كبيرة من الشعب ضد الحكومة. أدَّت السيطرة على بحر البلطيق من قبل الأسطول الألماني، والبحر الأسود من قبل القوات الألمانية والعثمانية مجتمعة، إلى منع روسيا من استيراد اللوازم أو تصدير البضائع. بحلول منتصف عام 1915 كان تأثير الحرب محطِّمًا للآمال. أصبحت إمدادات الغذاء والوقود نادرة، واستمرت خسائر الحرب بالتصاعد والتضخم المالي بالتزايد. كَثُرَت الإضرابات بين عمال المصانع ذوي الأجور المتدنية، وعاش الفلاحون، الذين طالبوا بإصلاحات الأراضي، حالة من الاضطراب والقلق. في هذه الأثناء، تفاقمت عدم ثقة طبقة النخبة بالقرارات غير الكفؤ المتخذة على أعلى المستويات بعدما اكتسب الروحاني شبه الأُميّ، غريغوري راسبوتين، نفوذاً هائلاً على القيصر وزوجته الإمبراطورة كذلك، واستمر بذلك حتى اغتياله. بدأت الإضرابات الرئيسية في مطلع عام 1917 وانحاز الجيش إلى جانب المضربين في ثورة فبراير. تنازل القيصر عن العرش. تسلَّم المصلح الليبرالي ألكساندر كيرنسكي مقاليد الحكم في يوليو، لكن في ثورة أكتوبر تولى لينين والبلاشفة زمام الأمور. في أوائل عام 1918 وقعوا على معاهدة برست ليتوفسك التي جعلت من ألمانيا دولة مهيمنة في أوروبا الشرقية، في حين غرقت روسيا في سنوات من الحرب الأهلية.
بينما عاشت البيروقراطية المركزية حالة من الارتباك والتبعية، أشار فالوز إلى أن المحليات قد انصرفت للعمل بدافع الوطنية والبراغماتية (الذرائعية) والمصالح الاقتصادية الذاتية والسياسة الحزبية. تولَّت المنظمة الأكبر حينها، تحت اسم «اتحاد زيمتوف» الدور الرئيسي بتوزيع الموارد الغذائية. وشيَّدت أيضًا المستشفيات ومراكز اللاجئين.

## إيطاليا
قررت إيطاليا عدم احترام الحلف الثلاثي مع ألمانيا والنمسا، والتزمت الحياد. انقسم الرأي العام في إيطاليا بشكل حاد، إذ دعا الكاثوليك والاشتراكيون إلى السلام. غير أنَّ القوميين اغتنموا فرصتهم في استرجاع أراضيهم السابقة «السياسة الوحدوية» - أي المناطق الحدودية التي كانت تسيطر عليها النمسا. انتصر القوميون، وفي أبريل 1915، وافقت الحكومة الإيطالية سرًا على ميثاق لندن الذي وعدت فيه بريطانيا وفرنسا بأنه في حال إعلان إيطاليا الحرب على النمسا، فسوف تحصل على مكافآتها الإقليمية. كان الجيش الإيطالي الذي ضمَّ 875000 جنديًا سيِّئ القيادة وافتقر إلى المدفعية الثقيلة والرشاشات. كانت القاعدة الصناعية أصغر من أن توفر كميات كافية من المعدات الحديثة، ولم تنتج القاعدة الريفية القديمة الكثير من الفائض الغذائي. وصلت الحرب لطريق مسدود مع عشرات المعارك غير الحاسمة على جبهة ضيقة جدًا على طول نهر إيسونزو، حيث أحكم النمساويون قبضتهم على الأرض المرتفعة. في عام 1916، أعلنت إيطاليا الحرب على ألمانيا التي قدمت مساعدات كبيرة للنمساويين. قُتِل نحو 650000 جندي إيطالي وجُرِح 950000 آخرين، في الوقت الذي تطلَّب الاقتصاد تمويلًا واسعًا من الحلفاء للبقاء والصمود.
قبل الحرب، تجاهلت الحكومة قضايا العمال، لكن توجب عليها آنذاك أن تتدخل لحشد إنتاجية الحرب. مع ممانعة الحزب الاشتراكي الرئيسي للطبقة العاملة في دعم المجهود الحربي، وتكرر الإضرابات والتعاون الضئيل، خاصة في معاقل الاشتراكيين في بيمونتي ولومباردي، فرضت الحكومة جداول الأجور المرتفعة، وكذلك خطط المفاوضة الجماعية والتأمين. توسعت العديد من الشركات الكبيرة بشكل كبير. على سبيل المثال، نمت القوى العاملة في شركة أنسالدو للذخائر من 6000 إلى 110000 عامل إذ صنَّعت 10900 قطعة من سلاح المدفعية و 3800 طائرة حربية و 95 سفينة حربية و 10 ملايين قذيفة مدفعية. نمت القوى العاملة في شركة فيات من 4000 إلى 40000. ضاعف التضخم الاقتصادي تكلفة المعيشة. حافظت الأجور الصناعية على وتيرة التقدم خلافًا لأجور العمال الزراعيين. كان الاستياء عاليًا في المناطق الريفية نتيجة سحب الكثير من الرجال للخدمة، وكانت الوظائف الصناعية غير متوفرة، ونمت الأجور ببطء وكان التضخم الاقتصادي بنفس الدرجة من السوء.
حظرت إيطاليا مفاوضات السلام الجادة، محافظةً على أولويتها في البقاء في الحرب لكسب أراضٍ جديدة. منحت معاهدة سان جيرمان الأمة الإيطالية المنتصرة النصف الجنوبي من كونتية تيرول ومدينة تريست وشبه جزيرة إستريا، ومدينة زادار. لم تحصل إيطاليا على الأراضي الأخرى التي وعد بها ميثاق لندن، لذلك اعتُبر هذا النصر «مشوهًا». في عام 1922 ضمَّت إيطاليا رسميًا مقاطعة دوديكانيسيا (ممتلكات بحر إيجة الإيطالية)، التي كانت قد احتلتها خلال حربها السابقة مع تركيا.

## الولايات المتحدة
سيطر الرئيس وودرو ويلسون بالكامل على السياسة الخارجية، إذ أعلن موقف الحياد محذرًا ألمانيا من أن استئناف حرب الغواصات المفتوحة ضد السفن الأمريكية سيعني الحرب. فشلت جهود وساطة ويلسون؛ وبالمثل فإن جهود السلام التي رعاها رجل الصناعة هنري فورد لم تفضِ لأي نتيجة. قررت ألمانيا المخاطرة ومحاولة الفوز بالقضاء على بريطانيا، وأعلنت الولايات المتحدة الحرب في أبريل 1917. امتلكت أمريكا أكبر قاعدة صناعية ومالية وزراعية بين جميع القوى العظمى، لكن استغرقها الأمر من 12 إلى 18 شهر لإعادة توجيهها بالكامل إلى المجهود الحربي. تدفقت الأموال والطعام والذخيرة الأمريكية بدون قيود إلى أوروبا من ربيع 1917، لكن القوات العسكرية وصلت ببطء وبشكل تدريجي. كان الجيش الأمريكي في عام 1917 صغيرًا وضعيف التجهيز.
بدأت عملية السحب في ربيع عام 1917 ولكن قُبل المتطوعين أيضًا. انضم أربعة ملايين رجل وآلاف النساء للخدمة على مدار المدة الزمنية. بحلول صيف عام 1918، وصل الجنود الأمريكيون تحت قيادة الجنرال جون جاي. بيرشنغ إلى فرنسا بمعدل 10000 في اليوم، في حين لم تتمكن ألمانيا من استبدال خسائرها. وكانت النتيجة انتصار الحلفاء في نوفمبر 1918.
وجهت حملات البروباغندا الحكومية الجو العام نحو الوطنية والشراء الطوعي لسندات الحرب. تحكمت لجنة شؤون الإعلام (سي بّي آي) بمعلومات الحرب وقدمت بروباغندا مؤيدة للحرب، بمساعدة رابطة الحماية الأمريكية الخاصة وعشرات الآلاف من المتحدثين المحليين. جرّم قانون إثارة الفتنة لعام 1918 أي تعبير عن الرأي يستخدم «لغة تخوينية أو تدنيسية أو بذيئة أو مسيئة» للحكومة الأمريكية أو العلم أو القوات المسلحة. كان أبرز المعارضين للحرب هم أعضاء اتحاد العمال الصناعيين في العالم «اتحاد وابليز» والاشتراكيون، الذين أدين الكثير منهم بتهمة تعمّد إعاقة المجهود الحربي وحُكم عليهم بالسجن، بما في ذلك المرشح الرئاسي الاشتراكي يوجين دبس.
لعب وودرو ويلسون دورًا رئيسيًا في تحديد أهداف الحلفاء في الحرب في 1917-1918 (على الرغم من عدم انضمام الولايات المتحدة رسميًا إلى الحلفاء). وطالب ألمانيا بإسقاط القيصر وقبول شروطه، «المبادئ الأربعة عشر». هيمن ويلسون على مؤتمر باريس للسلام عام 1919، لكن عوملت ألمانيا بقسوة من قبل الحلفاء في معاهدة فرساي (1919) إذ وضع ويلسون كل آماله في عصبة الأمم الجديدة. رفض ويلسون التسوية مع الجمهوريين في مجلس الشيوخ بشأن مسألة سلطة الكونغرس لإعلان الحرب، ورفض مجلس الشيوخ المعاهدة والرابطة.